# Errantia
Errantia zijn een onderklasse van borstelwormen (Polychaeta).

## Taxonomie
De volgende ordes zijn bij de onderklasse ingedeeld:
- Amphinomida
- Eunicida
- Phyllodocida